# Evelyn O'Bomsawin
Evelyn O'Bomsawin (née en 1920 à Odanak et morte en 2008) est une militante féministe abénakise.  

## Biographie

### Vie privée
Evelyn O'Bomsawin nait à Odanak le 26 février 1920 de l'union d'Olivier O'Bomsawin et de Blanche Deblois. Enfant, elle fréquente l’École catholique d’Odanak, bâtiment qui abrite aujourd'hui le Musée des Abénakis. L'enseignement est dispensé en français, avec l'anglais comme langue seconde, et les enfants ont l'interdiction de parler abénakis.
La famille O’Bomsawin quitte temporairement Odanak pendant la Seconde Guerre mondiale pour s’installer à  à Saint-Paul-l’Ermite et travailler dans l'industrie de guerre. 
En 1944, Evelyn O'Bomsawin se marie avec Henri-Paul Joseph Lamirande. Bien que la mère de ce dernier soit Mohawk, il n’est pas reconnu comme autochtone par le fédéral puisque la Loi sur les Indiens stipule, à l’époque, que les femmes autochtones mariées à un non-autochtone perdent leur statut « d’Indienne » inscrite. Evelyn O'Bomsawin perd également son statut d'autochtone en vertus de la Loi sur les Indiens lors de son mariage. De cette union naissent sept enfants qu'Evelyn devra en partie élever seule à la suite de son divorce survenu après 16 ans de mariage.
Elle décède en 2008 à l’âge de 88 ans, plusieurs fois grand-mère et arrière grand-mère.

### Militantisme et engagement politique
En 1972, Evelyn O'Bomsawin devient membre de l’Alliance laurentienne des Métis et des Indiens sans statut du Québec,. Elle s'engage dans la défense des droits des amérindiens et devient présidente de l'Alliance pour une durée de six ans. Elle visite les réserves amérindiennes à travers tout le Canada et ceci avec peu de frais de subsistance pour convaincre des centaines de femmes autochtones de faire valoir leurs droits. De plus, Madame O'Bomsawin crée des liens entre les associations de groupes de femmes du Québec, afin de faire connaître la situation des Amérindiennes sans statut. Elle devient une des premières femmes autochtones à créer L'Association des femmes autochtones du Québec, qui à ce jour existe toujours avec de plus en plus de membres.
Ensuite, elle fait de nombreuses démarches pour trouver les ressources qui permettront la défense des causes qui lui tiennent à cœur. Parallèlement, elle débattra la problématique de la condition des femmes autochtones avec de nombreuses personnalités politiques dont M. Pierre Elliot Trudeau, M.René Lévesque, avec lesquelles elle a participé à des débats sur la loi sur les indiens. Elle était connue aussi de M. Michel Chartrand et son épouse Mme Simonne Monet-Chartrand, Madame Casgrain et M. Jean-Paul Nolett un ancien animateur de radio et de télévision qui a, lui aussi, grandit sur la réserve d'Odanak.
En 1987, Evelyne O’Bomsawin devient la première femme élue au Conseil des Abénakis. Elle occupe ce poste pendant 4 ans et continue sa mission d’amélioration des conditions de vie des autochtones. Elle est très impliquée dans sa communauté tout au long de sa vie. Jusqu'à son décès survenu en 2008, elle a continué sa lutte pour faire valoir les droits de la troisième génération d'Abénakis... et a gagné une fois de plus même après son décès. C'était une femme forte qui croyait à la providence et ceci sans jamais se décourager. 
Le peuple Abénakis lui doit beaucoup en reconnaissance de l'aide immense qu'elle leur a apporté pour faire reconnaitre les femmes de son peuple qui avait tout comme elle, perdu leurs droits en épousant un non autochtone. Elle a travaillé avec toutes les nations pour améliorer leurs conditions de vie et de plus elle était en contact avec beaucoup de femmes qui n'étaient pas autochtones mais qui vivait des problématiques. Pour elle c'était : Plus nous serons, plus nous gagnerons. Elle avait raison. Elle fut une mère universelle pour bien des enfants autochtones dans leurs futurs droits et était une amie sincère pour la maman de Mme Michelle Audette, présidente des femmes autochtones du Canada. Avec à son côté lorsqu'elle était la présidente des femmes autochtones du Québec, Mme Pearl Jacobs, vice-présidente Mohawk. Était née une alliance et une amitié précieuse entre ces deux femmes de caractère différent mais qui comprenaient bien la problématique des femmes autochtones.

## Hommage
Sa fille Christine, artiste, a fabriqué en son honneur une table parlante (elle fait parler sa mère par des poèmes ) qui parle du combat des femmes autochtones.[réf. nécessaire]

## Distinctions
- 1985 : Prix du Gouverneur général en commémoration de l'affaire « personne »[5], pour avoir travaillé à la promotion des femmes autochtones et pour avoir contribué à la suppression de dispositions discriminatoires incluses dans la Loi sur les Indiens[3].